# New Brighton Association Football Club (Nouvelle-Zélande)
Le New Brighton AFC est un club néo-zélandais de football basé à Christchurch.

## Historique
- 1924 : fondation du club
- 1932 : fermeture du club
- 1959 : refondation du club

## Palmarès
- Liverpool Senior Cup (2)
  - Vainqueur : 1933, 1935

- Coupe de Nouvelle-Zélande
  - Finaliste : 1969